# Rosa (topología)

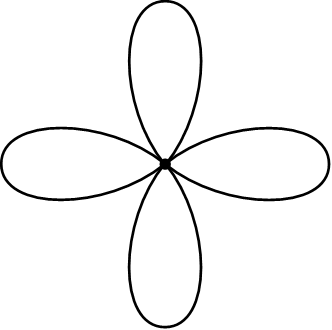
Rosa de cuatro pétalos

En topología, una rama de las matemáticas, una rosa es el espacio topológico que se obtiene al enganchar una colección de circunferencias por un único punto. Cada unos de los círculos de la rosa se denomina pétalo. Las rosas son importantes en topología algebraica, que establece una estrecha relación entre ellas y los grupos libres.

## Definición
Una rosa es la unión puntual de circunferencias. Es decir, es el espacio cociente {\displaystyle C/S}, donde {\displaystyle C} es la unión disjunta de circunferencias y {\displaystyle S} es un conjunto que consta de un punto de cada una. Como complejo celular, una rosa tiene un único vértice y una arista por cada circunferencia.
Otra manera equivalente de definir la rosa es como el espacio cociente de tomar una circunferencia e identificar {\displaystyle n} puntos distintos (uno por cada pétalo). 

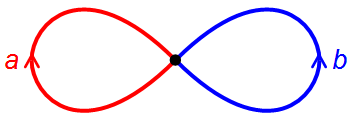
El grupo fundamental de una rosa de dos pétalos es el grupo libre generado por a y b.

## Relación con los grupos libres
El grupo fundamental de una rosa es libre, con un generador por cada pétalo. Su espacio recubridor universal es un árbol infinito que se puede identificar con el grafo de Cayley del grupo libre. 

El espacio recubridor universal de la rosa de dos pétalos se puede visualizar como el grafo de Cayley del grupo libre de dos generadores a y b.

Los recubridores intermedios de la rosa se corresponden con los subgrupos del grupo libre. De la observación de que cualquier recubridor de una rosa es un grafo se deduce una demostración sencilla de que todo subgrupo de un grupo libre es a su vez libre (teorema de Nielsen-Schreier).

## Otras propiedades
- Todo grafo conexo es homotópicamente equivalente a una rosa. Concretamente, la rosa es el espacio cociente resultante de colapsar un árbol generador (identificar todos sus puntos).
- Un disco menos {\displaystyle n} puntos (o una esfera menos {\displaystyle n+1} puntos) tienen una rosa de {\displaystyle n} pétalos como retracto de deformación.
- Un toro sin un punto tiene una rosa de dos pétalos como retracto de deformación. En general, una superficie de género {\displaystyle g} tiene una rosa de {\displaystyle 2g} pétalos como retracto de deformación, la frontera de su polígono fundamental (polígono que al identificar sus lados linealmente dos a dos es homeomorfo a la superficie). La superficie sin un punto se puede ver como el polígono sin su centro. La retracción consiste en enviar cada punto al punto de la frontera más cercano siguiendo la recta que lo une al centro.Una rosa de dos pétalos en el toro. Es un retracto de deformación del toro sin un punto.

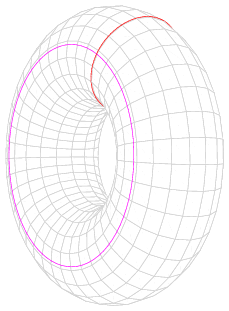
Una rosa de dos pétalos en el toro. Es un retracto de deformación del toro sin un punto.

- Una rosa puede tener infinitos pétalos. La rosa con un conjunto infinito numerable de pétalos es similar al pendiente hawaiano: hay una biyección continua de la rosa al pendiente, pero no un homeomorfismo. En efecto, el pendiente es compacto (es un subconjunto cerrado y acotado de {\displaystyle \mathbb {R} ^{2}}), pero la rosa no: podemos tomar un abierto alrededor del punto de intersección que no contenga ningún pétalo completo junto con cada pétalo sin el punto de intersección como recubrimiento de la rosa por abiertos que no tiene un subrecubriemento finito.